# 托克逊黄耆
托克逊黄耆（学名：Astragalus toksunensis）是豆科黄芪属的植物，是中国的特有植物。分布在中国大陆的托克逊、白杨河、红山口、福海、新疆等地，生长于海拔1,000米至1,500米的地区，多生长于干涸河谷沙地和草甸等处，目前尚未由人工引种栽培。